# پنجاه و یکمین اجلاس گروه هفت
پنجاه و یکمین اجلاس گروه هفت (انگلیسی: 51st G7 summit) در ژوئن ۲۰۲۵ و در کاناناسکیس، آلبرتا، کانادا برگزار خواهد شد. کاناناسکیس پیش از این میزبان بیست و هشتمین اجلاس گروه هشت بود.

## شرکت کنندگان
اجلاس ۲۰۲۵ گروه هفت، نخستین حضور برای کی‌یر استارمر به‌عنوان نخست‌وزیر بریتانیا خواهد بود.
| کشور                | نماینده             | عنوان        |
| ------------------- | ------------------- | ------------ |
| کانادا (میزبان)     | مارک کارنی          | نخست‌وزیر     |
| فرانسه              | امانوئل مکرون       | رئیس‌جمهور    |
| آلمان               | اولاف شولتس         | صدراعظم      |
| ایتالیا             | جورجا ملونی         | نخست‌وزیر     |
| ژاپن                | شیگرو ایشیبا        | نخست‌وزیر     |
| بریتانیا            | کی‌یر استارمر        | نخست‌وزیر     |
| ایالات متحده آمریکا | دونالد ترامپ        | رئیس‌جمهور    |
| اتحادیه اروپا       | اورسولا فون در لاین | رئیس کمیسیون |
| اتحادیه اروپا       | آنتونیو کوستا       | رئیس شورا    |

## گالری تصاویر

### رهبران گروه هفت

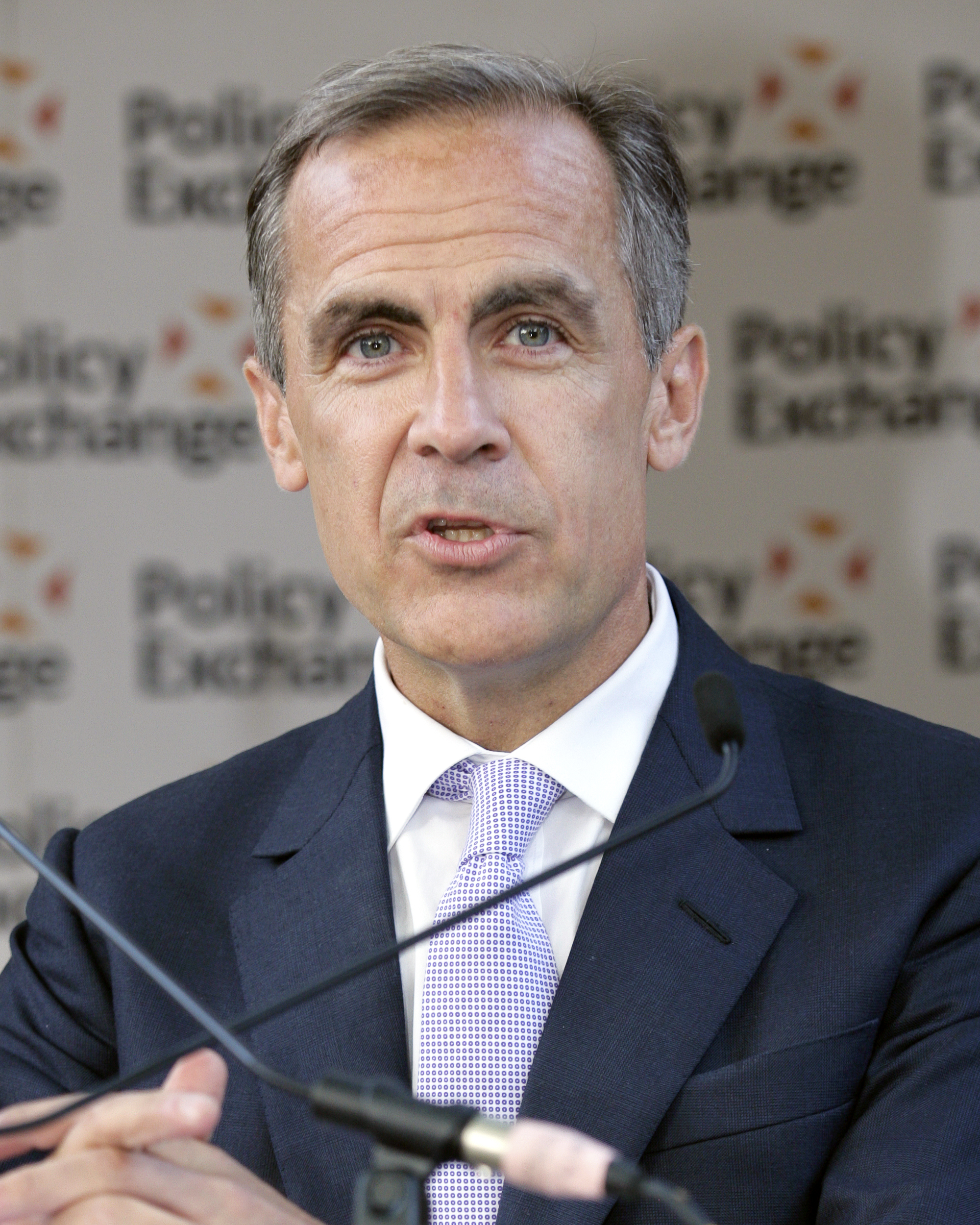
Canada مارک کارنی، نخست‌وزیر
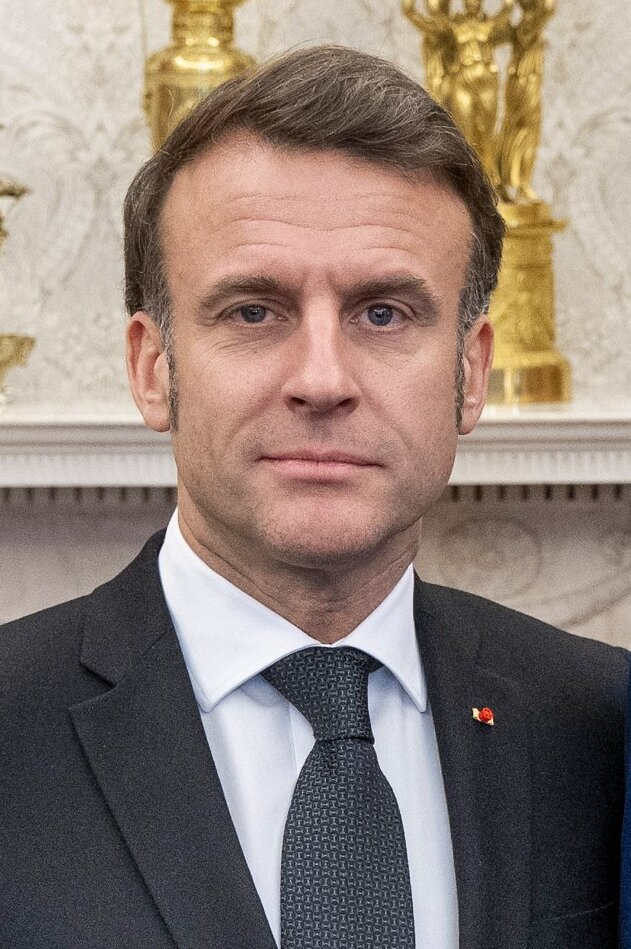
France امانوئل مکرون، رئیس‌جمهور
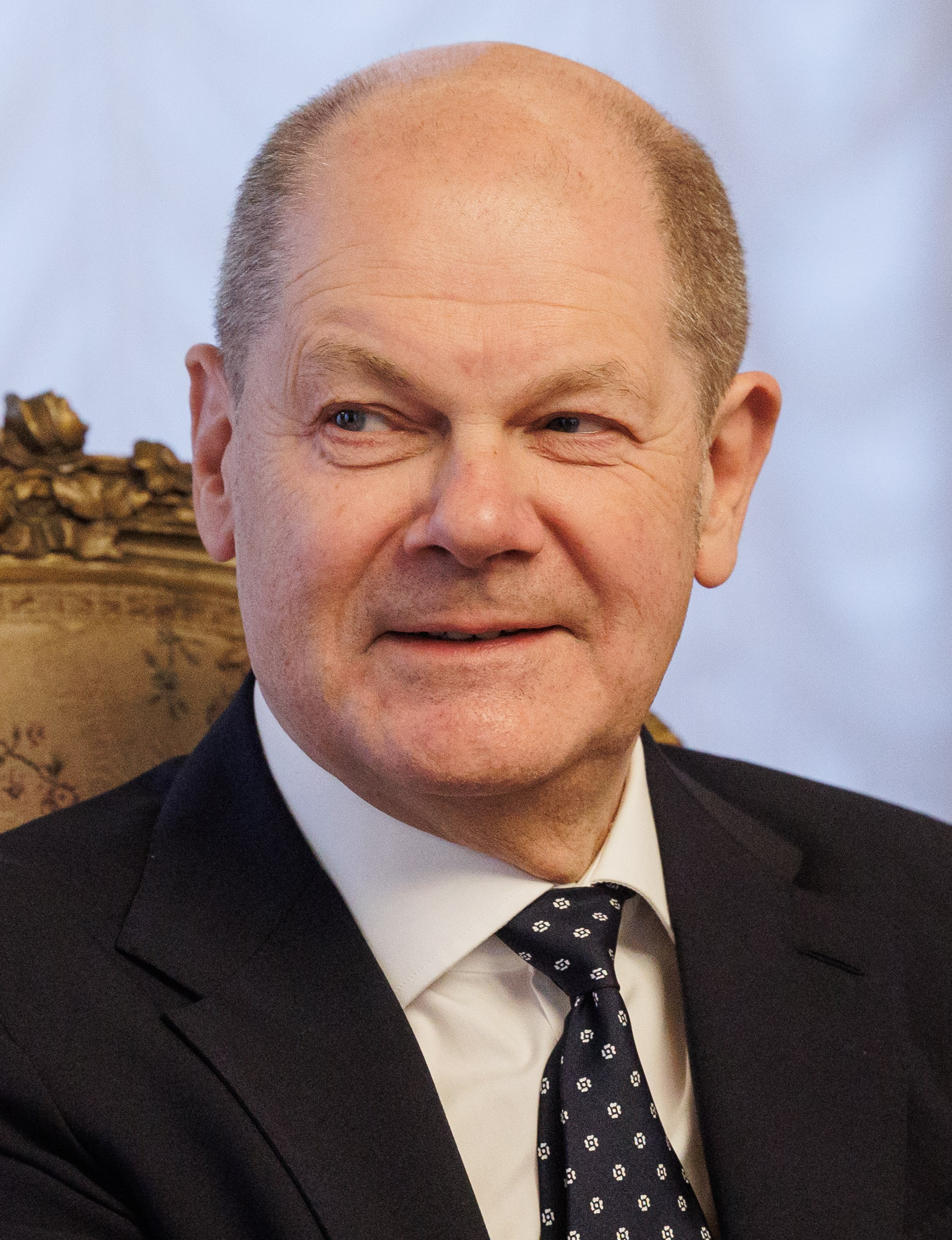
Germany اولاف شولتس، صدراعظم
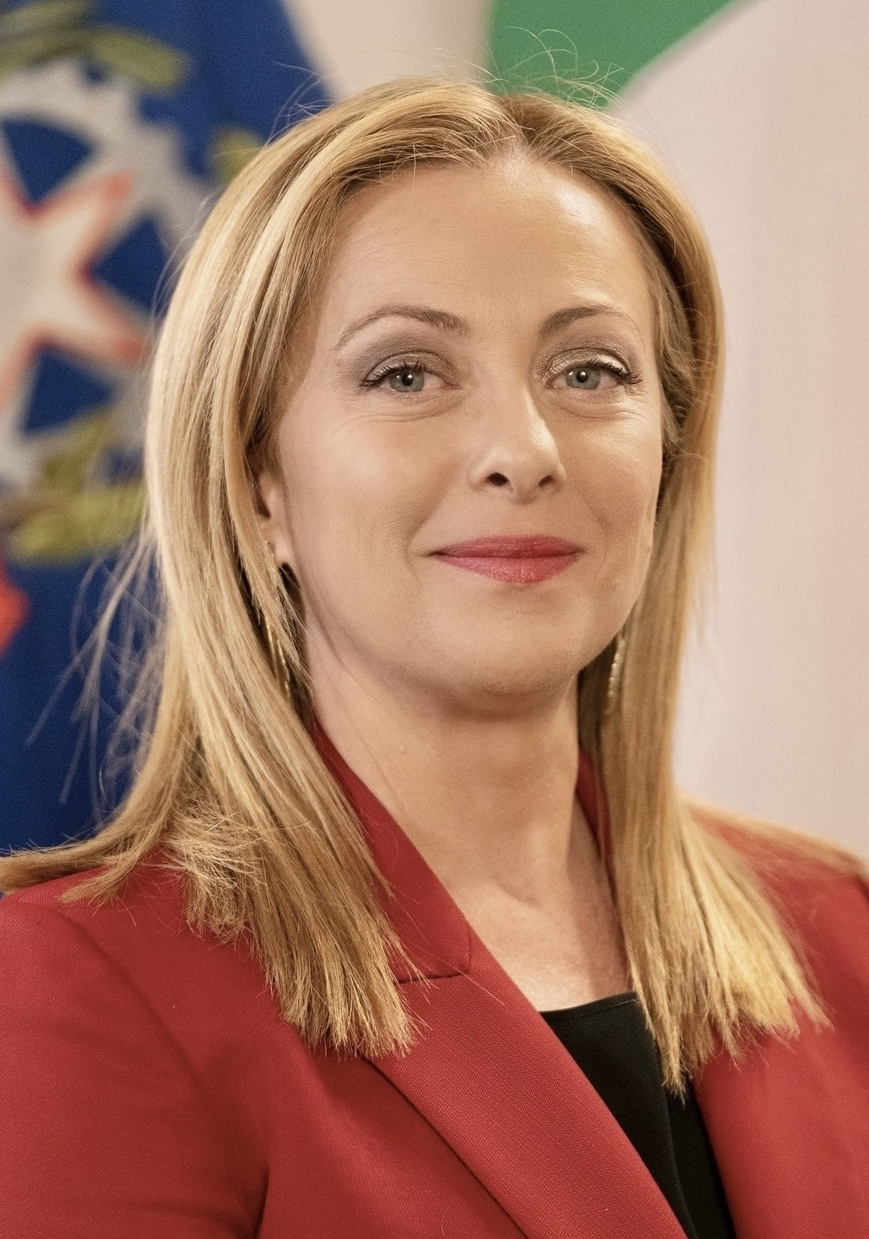
Italy جورجا ملونی، نخست‌وزیر (میزبان)
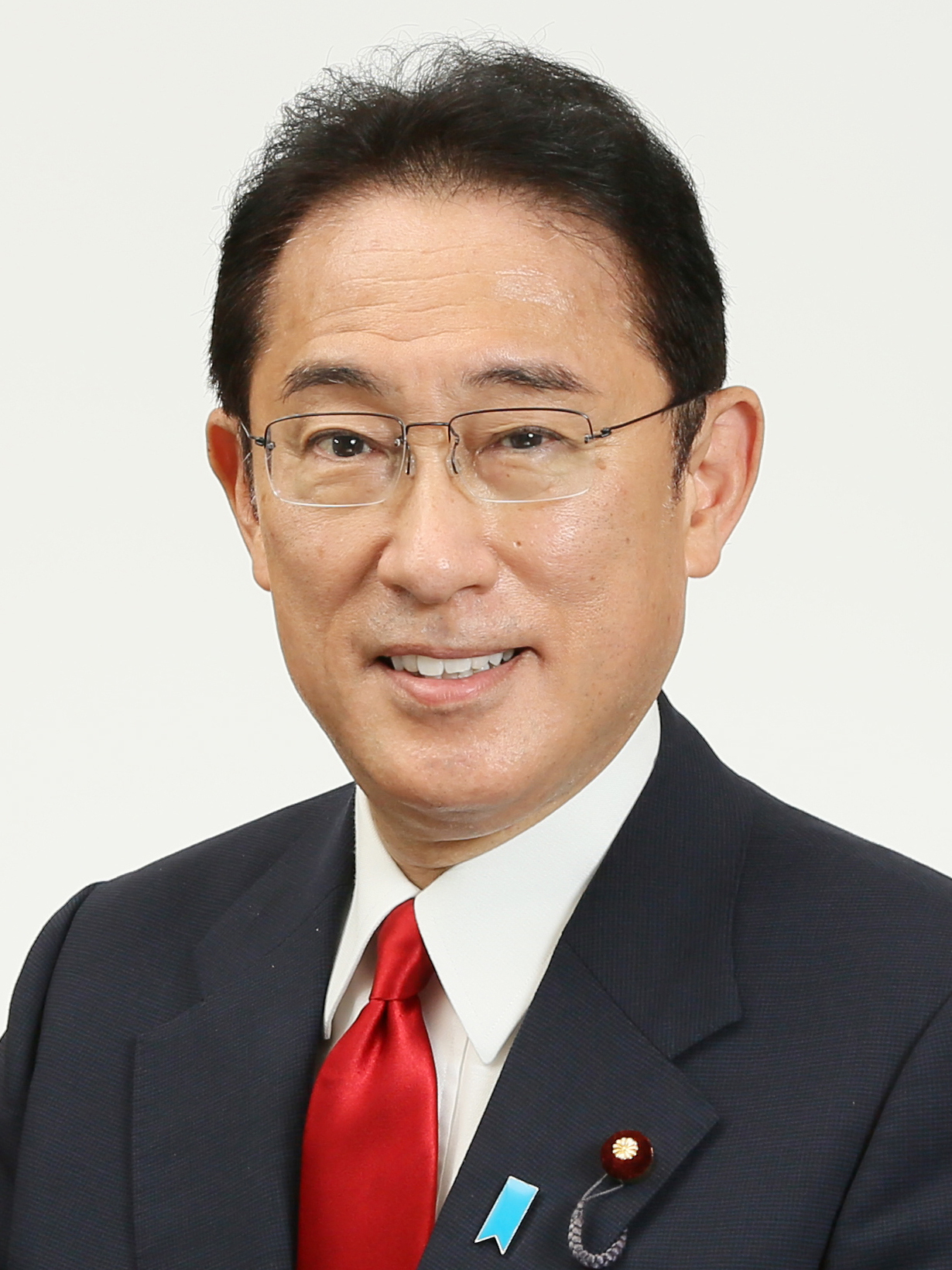
Japan فومیو کیشیدا، نخست‌وزیر
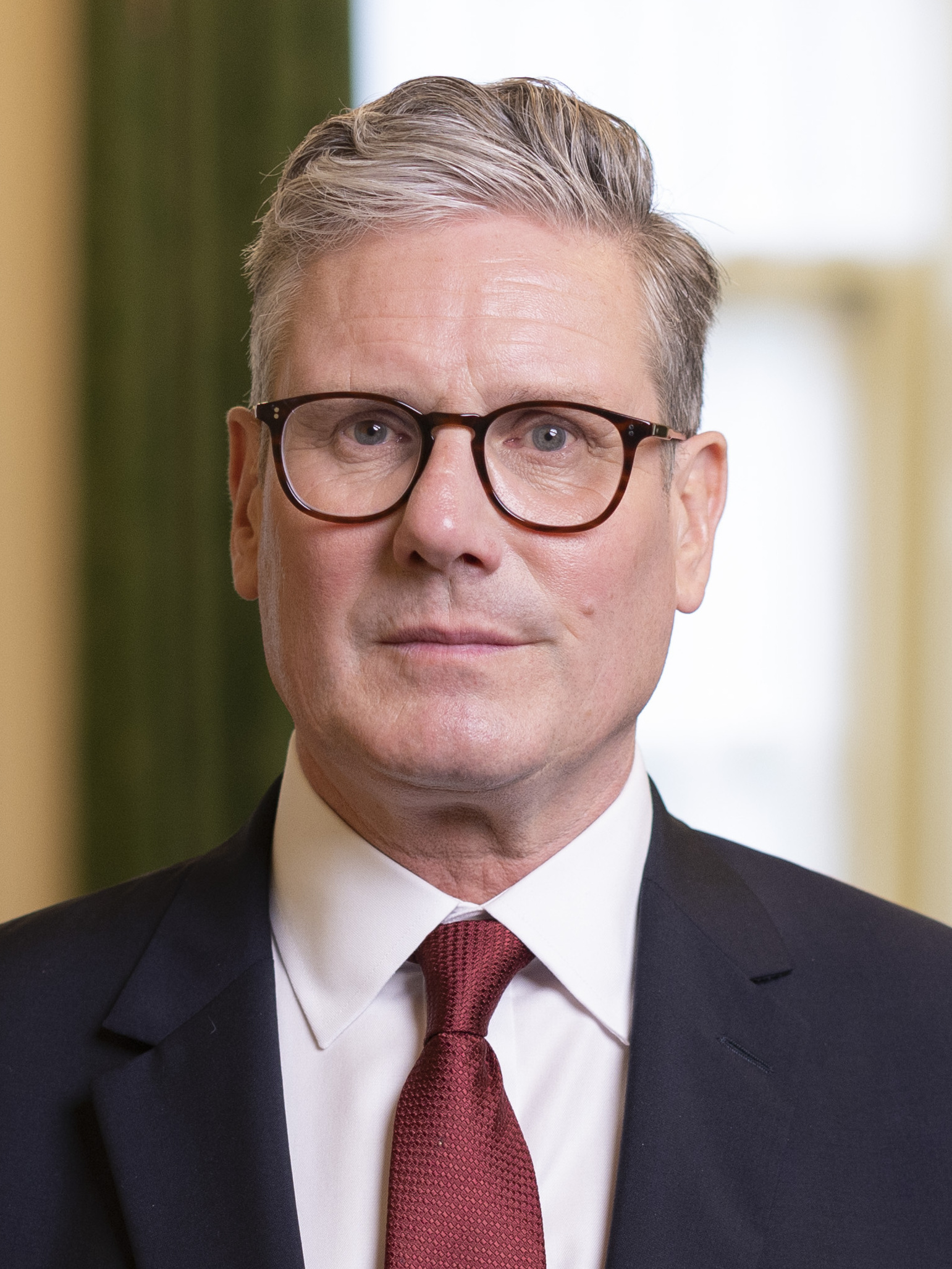
United Kingdom کی‌یر استارمر، نخست‌وزیر
United States مشروط به انتخابات ۲۰۲۴ ایالات متحده، رئیس‌جمهور

- کانادا
مارک کارنی،
نخست‌وزیر
- فرانسه
امانوئل مکرون،
رئیس‌جمهور
- آلمان
اولاف شولتس،
صدراعظم
- ایتالیا
جورجا ملونی، نخست‌وزیر (میزبان)
- ژاپن
فومیو کیشیدا، نخست‌وزیر
- بریتانیا
کی‌یر استارمر،
نخست‌وزیر
- ایالات متحده آمریکا
مشروط به انتخابات ۲۰۲۴ ایالات متحده،

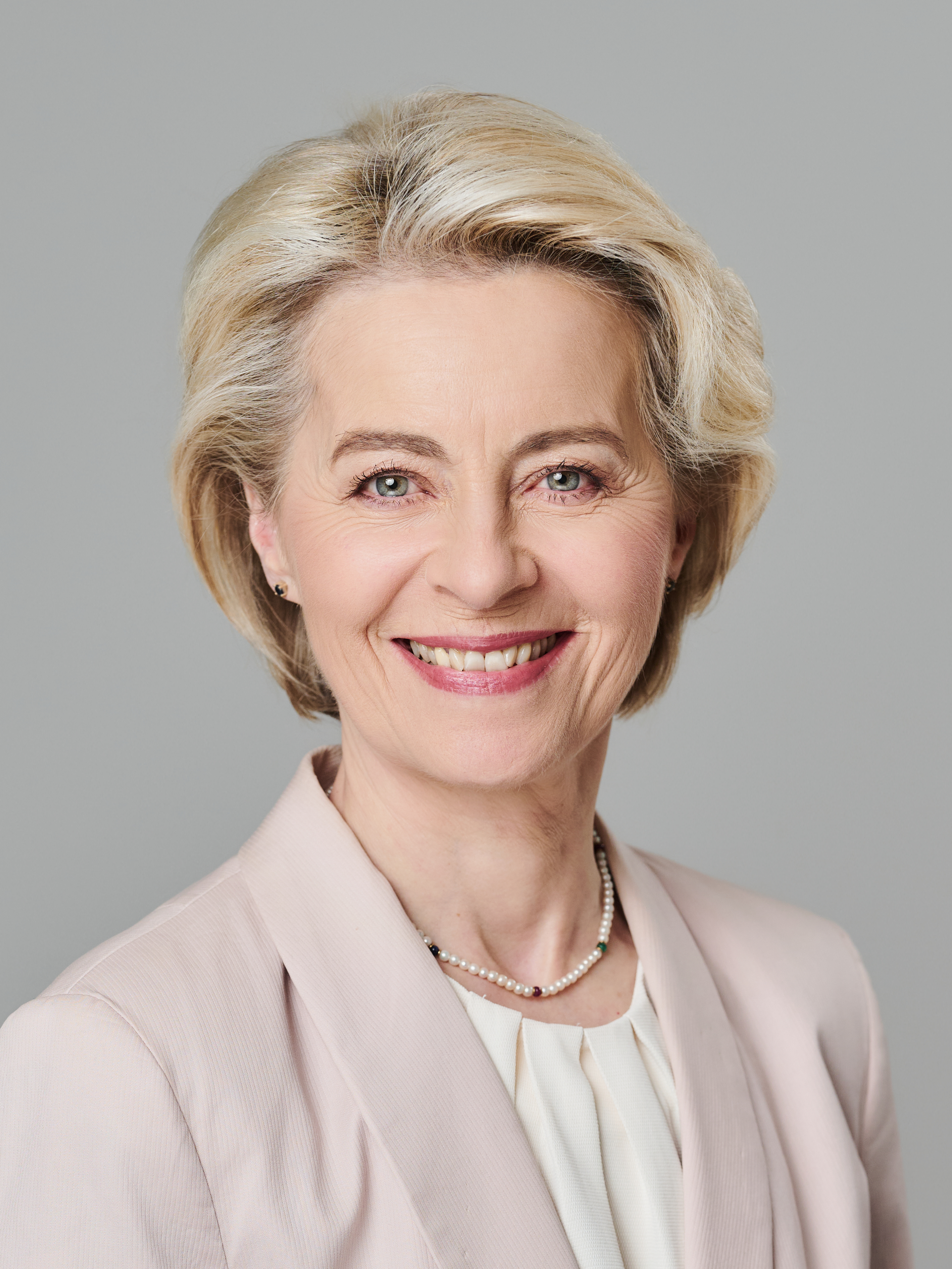
European Union اورسولا فون در لاین، رئیس کمیسیون اروپا
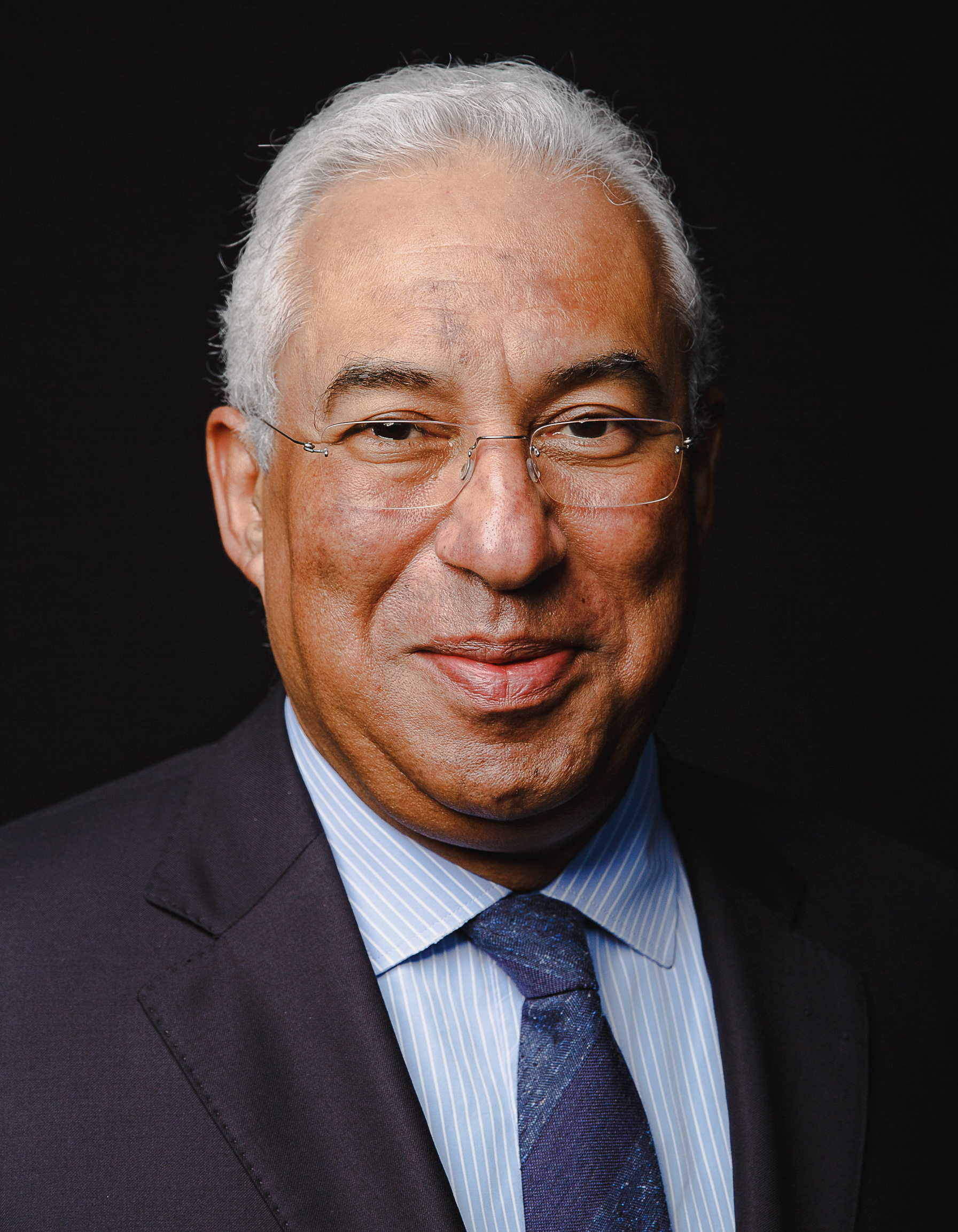
European Union آنتونیو کوستا، رئیس شورای اروپایی

رئیس‌جمهور

- اتحادیه اروپا
اورسولا فون در لاین، رئیس کمیسیون اروپا
- اتحادیه اروپا
آنتونیو کوستا،
رئیس شورای اروپایی